# Bezirk Limanowa

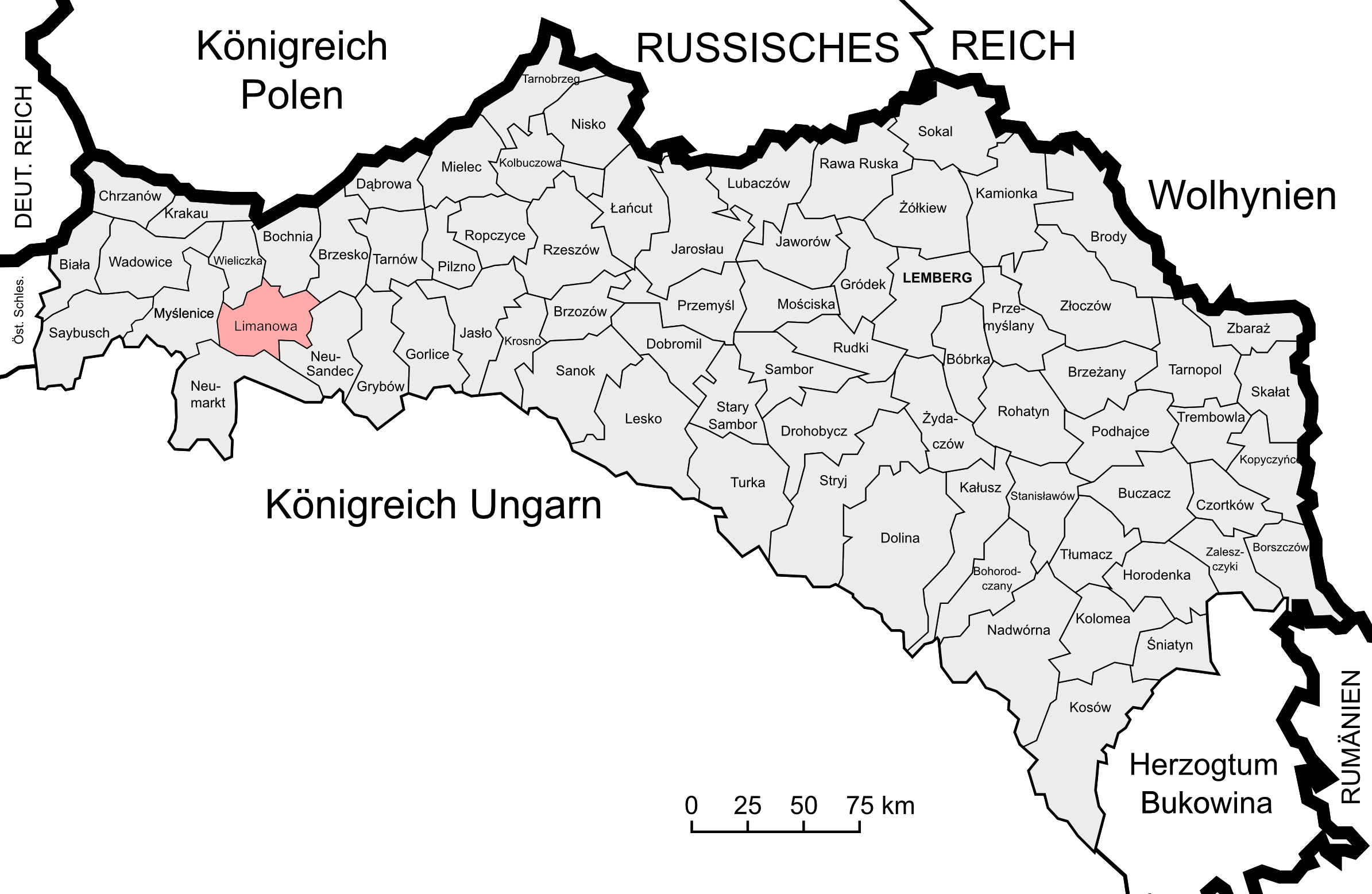
Lage des Bezirks Limanowa im Kronland Galizien und Lodomerien

Der Bezirk Limanowa war ein politischer Bezirk im Kronland Galizien und Lodomerien. Sein Gebiet umfasste Teile Westgaliziens im heutigen Polen (Powiat Limanowa), Sitz der Bezirkshauptmannschaft war der Markt Limanowa. Nach dem Ersten Weltkrieg musste Österreich den gesamten Bezirk an Polen abtreten, hier sind große Teile heute im Powiat Limanowski zu finden.
Er grenzte im Norden an den Bezirk Bochnia, im Nordosten an den Bezirk Brzesko, im Südosten an den Bezirk Nowy Sącz, im Süden an den Bezirk Nowy Targ, im Westen an den Bezirk Myślenice sowie im Nordwesten an den Bezirk Wieliczka.

## Geschichte
Nachdem die Kreisämter Ende Oktober 1865 abgeschafft wurden und deren Kompetenzen auf die Bezirksämter übergingen, schuf man nach dem Österreichisch-Ungarischen Ausgleich 1867 auch die Einteilung des Landes in zwei Verwaltungsgebiete ab. Zudem kam es im Zuge der Trennung der politischen von der judikativen Verwaltung zur Schaffung von getrennten Verwaltungs- und Justizbehörden. Während die gerichtliche Einteilung weitgehend unberührt blieb, fasste man Gemeinden mehrerer Gerichtsbezirke zu Verwaltungsbezirken zusammen.
Der neue politische Bezirk Limanowa wurde aus folgenden Bezirken gebildet:
- Bezirk Limanowa (mit 27 Gemeinden)
- Bezirk Szkrzydin (mit 29 Gemeinden)
- Teilen des Bezirks Krościenko (Gemeinden Kamienica, Szczawa, Zalesie, Zasadne und Zbłudca)
- Teilen des Bezirks Dobczyce (Gemeinden Stare und Rybie)
- Teilen des Bezirks Wiśnicz (Gemeinden Laskowa und Makowica mit Pasieka)

Der Bezirk Limanowa bestand bei der Volkszählung 1910 aus 99 Gemeinden sowie 56 Gutsgebieten und umfasste eine Fläche von 952 km². Hatte die Bevölkerung 1900 noch 75.980 Menschen umfasst, so lebten hier 1910 81.163 Menschen. Auf dem Gebiet lebten dabei mehrheitlich Menschen mit polnischer Umgangssprache (99,8 %) und römisch-katholischem Glauben, Juden machten rund 4 % der Bevölkerung aus (am meisten in Limanowa).

## Ortschaften
Auf dem Gebiet des Bezirks bestand 1910 Bezirksgerichte in Limanowa und Mszana Dolna, diesen waren folgende Orte zugeordnet:
Gerichtsbezirk Limanowa (67 Ortsgemeinden):
- Bałazówka
- Góra Św. Jana
- Jadamwola
- Janowice bestehend aus den Ortsteilen Gruszów Godusza, Janowice und Raciborzany
- Jasna
- Jastrzębie
- Jaworzna
- Jodłownik
- Kamienica
- Kamionka Mała
- Kanina
- Kisielówka
- Kobyłczyna
- Kostrza-Ryje
- Koszary
- Krasne bestehend aus den Ortsteilen Krasne und Lasocice
- Krosna
- Laskowa
- Markt Limanowa
- Lipowe
- Łososina Górna
- Łukowica
- Makowica
- Męcina bestehend aus den Ortsteilen Kłodne und Męcina
- Młynczyska
- Młynne
- Mordarka bestehend aus den Ortsteilen Mordarka und Sarysz
- Mstów
- Owieczka
- Pasierbiec
- Piekiełko
- Pisarzowa
- Pogorzany
- Porąbka
- Przyszowa
- Roztoka
- Rupniów
- Rybie Nowe
- Rybie Stare
- Rzeki
- Sechna
- Siekierczyna
- Słopnice Królewskie
- Słopnice Schlacheckie
- Słupia
- Sowliny
- Stara Wieś
- Stronie
- Stróża
- Strzeszyce
- Świdnik
- Szczawa
- Szczyrzyce
- Szyk
- Markt Tymbark
- Ujanowice
- Walowa Góra
- Wilkowisko
- Wysokie
- Zagórów
- Zalesie
- Zamieście
- Zasadne
- Zawada
- Zawadka
- Zbłudza
- Zmiąca

Gerichtsbezirk Mszana Dolna (24 Ortsgemeinden):
- Chyżówka
- Dobra bestehend aus den Ortsteilen Dobra und Zadziele
- Glisne
- Gruszowiec
- Jurków
- Kasina Wielka
- Kasinka
- Konina
- Łętowe
- Łostówka
- Lubomierz
- Mszana Dolna
- Mszana Górna
- Niedźwiedź bestehend aus den Ortsteilen Niedźwiedź und Witów
- Olszówka
- Podobin
- Półrzeczki
- Poręba Wielka
- Przenosza
- Raba Niżna
- Skrzydlna
- Słomka
- Wilczyce bestehend aus den Ortsteilen Wilczyce und Włostówka
- Wola Skrzydlańska